# Partito per l'Alternativa Reale
Il Partito per l'Alternativa Reale (in neerlandese: Echte Alternatieve Partij; in papiamento: Partido Alternativa Real, PAR), dal 2016 Partito per le Antille Restaurate (in neerlandese: Partij voor Geherstructureerde Antillen, in papiamento: Partido Antiá Restrukturá), è un partito politico della nazione costitutiva di Curaçao fondato nel 1993, collocato su posizioni centriste.
Dopo le elezioni generali a Curaçao del 2017 possiede 6 seggi al parlamento ed è stato il più grande partito politico del primo parlamento di Curaçao, istituito nel 2010 in seguito alla dissoluzione delle Antille Olandesi.

## Antille Olandesi
Il partito si è formato sulla scia dei referendum costituzionali tenuti nelle isole delle Antille olandesi nel 1993, quando la maggioranza aveva votato contro lo scioglimento delle Antille olandesi. Alle elezioni legislative nelle Antille olandesi, il 18 gennaio 2002, il partito ha ottenuto il 20,6% dei voti popolari e 4 dei 14 seggi nel collegio elettorale di Curaçao del parlamento di Curaçao da 22 seggi. Il suo leader Etienne Ys divenne primo ministro delle Antille olandesi. Quando il partito ha vinto rispettivamente cinque e sei seggi nelle elezioni generali del 2006 e del 2010 nelle Antille olandesi, la leader di Emily de Jongh-Elhage è diventata l'ultimo Primo Ministro delle Antille olandesi. Nel Consiglio dell'isola del territorio insulare di Curacao il partito ha vinto rispettivamente cinque e sette seggi. Negli ultimi 8 del Consiglio dell'Isola il partito ha ottenuto 21 seggi. Il Consiglio dell'isola di Curaçao è continuato come proprietà dopo lo scioglimento delle Antille olandesi nell'ottobre 2010.

## Curaçao
Sulla formazione del secondo gabinetto Whiteman nel novembre 2015, il PAR è entrato a far parte del governo per la prima volta in cinque anni. PAR è rimasta parte del governo fino a dicembre 2016.
| Elezione | Seggi  | Posizione | Governo     |
| -------- | ------ | --------- | ----------- |
| 1995     | 8 / 21 | 1st       | Coalizione  |
| 1999     | 5 / 21 | 1st       | Coalizione  |
| 2003     | 5 / 21 | 2nd       | Opposizione |
| 2007     | 7 / 21 | 1st       | Coalizione  |
| 2010     | 8 / 21 | 1st       | Opposizione |
| 2012     | 4 / 21 | 3rd       | Opposizione |
| 2016     | 4 / 21 | 3rd       | Coalizione  |
| 2017     | 6 / 21 | 1st       | Coalizione  |